# Frédéric Sy
Frédéric Sy fue un  astrónomo francés.
Trabajó en el observatorio de París desde 1879 hasta 1887, y como astrónomo asistente en el observatorio de Argel desde 1887 hasta 1918. Mientras trabajaba en Argel escribió extensamente sobre las características de asteroides menores y cometas, y fue colega del astrónomo François Gonnessiat.
Sy fue el responsable del descubrimiento y nombre de dos asteroides: (858) El Djezaïr, el 26 de mayo de 1916, y (859) Bouzaréah, el 2 de octubre de 1916. Los nombres provienen de localidades próximas al observatorio de Argel.
El asteroide (1714) Sy fue nombrado en su honor en 1951.